# Waldsea Lake
Waldsea Lake är en sjö i Kanada.   Den ligger i provinsen Saskatchewan, i den centrala delen av landet, 2 300 km väster om huvudstaden Ottawa. Waldsea Lake ligger 528 meter över havet. Arean är 5,0 kvadratkilometer. Den ligger vid sjön Deadmoose Lake. Den sträcker sig 3,9 kilometer i nord-sydlig riktning, och 2,5 kilometer i öst-västlig riktning.
Trakten runt Waldsea Lake består till största delen av jordbruksmark. Runt Waldsea Lake är det ganska glesbefolkat, med 42 invånare per kvadratkilometer.